# María Leoba Castañeda Rivas
María Leoba Castañeda Rivas (Colima, Colima; 1954) es una jurista, académica, profesora y escritora mexicana. Se desempeñó como directora de la Facultad de Derecho de la Universidad Nacional Autónoma de México (UNAM) de 2012 a 2016, siendo la primera mujer en ocupar el cargo.
Actualmente se desempeña como catedrática de tiempo completo y es integrante del Grupo de Trabajo conformado por representantes de sociedad civil, academia y especialistas que elaborará el Proyecto de Constitución Política de la Ciudad de México.

## Biografía Académica
Catedrática de Carrera de Tiempo Completo de la Facultad de Derecho de la UNAM, y de su División de Estudios de Posgrado.
Es abogada por la UNAM, de 1987-1990 realizó estudios de Posgrado en la División de Estudios de Posgrado de la Facultad de Derecho de la UNAM, concluyendo la Especialidad en Derecho Privado, Maestría y Doctorado. Obtiene el Grado respectivo, en marzo de 1991. Con Mención Honorífica. Cursó la Maestría en Instituciones y Procedimientos Electorales en el Instituto Federal Electoral (IFE), hoy Instituto Nacional Electoral (INE) de México; una especialidad en la Universidad de Castilla-La Mancha (España); y es Doctora Honoris Causa por la Universidad Autónoma del Estado de Morelos (México).
Autora del libro "El Derecho Civil en México, dos siglos de historia", de Grupo Editorial Porrúa. Coautora de diversos libros publicados por editoriales de reconocido prestigio nacional e internacional. Ha publicado artículos jurídicos y sociales de análisis en revistas especializadas y en medios nacionales de prensa. Ha participado, y participa, como analista en programas radiofónicos y televisivos.
Durante 13 años, fue miembro del Servicio Profesional Electoral Mexicano. Se ha desempeñado como Investigadora del Centro de Estudios Económicos y Sociales del Tercer Mundo; y como Directora de la revista política Luz Pública.
Fungió, hasta el mes de abril de 2014, como Secretaria General de la Asociación Iberoamericana de Facultades y Escuelas de Derecho. Y actualmente pertenece al Sistema Nacional de Investigadores (SNI) de CONACYT, con el carácter de Investigadora Nacional.